# Actaea pachypoda
Actaea pachypoda es una especie de planta de flores de la familia  Ranunculaceae, nativa del este de Norteamérica. 

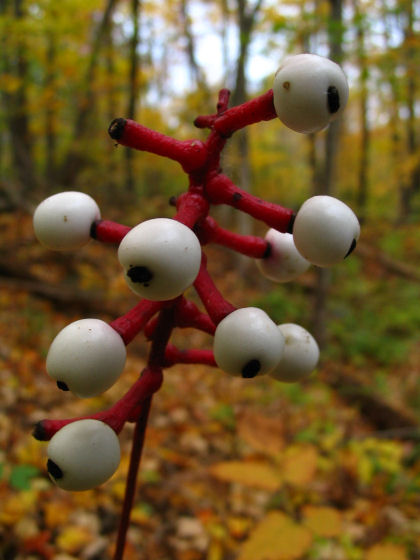
Actaea pachypoda frutos.

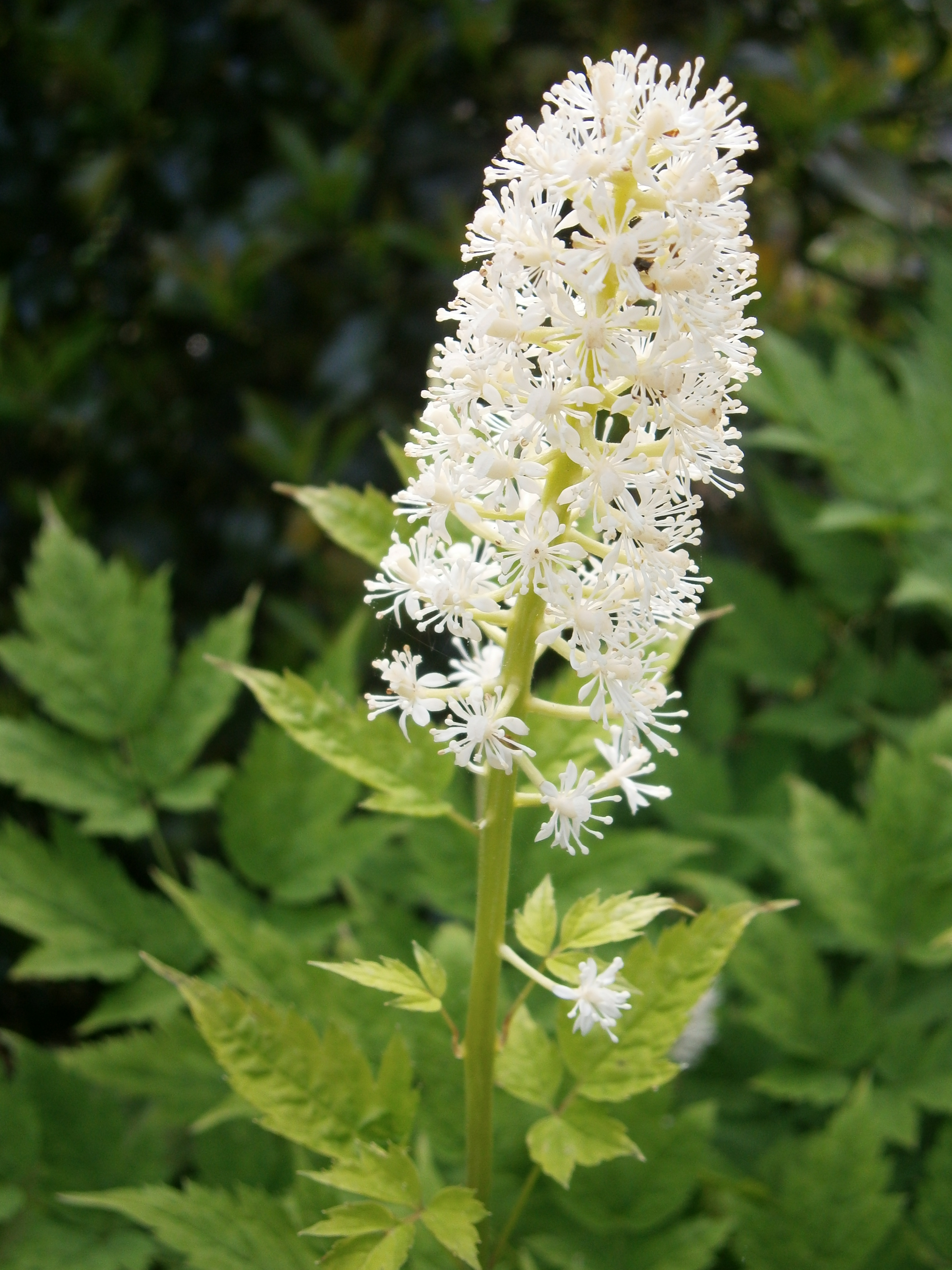
Inflorescencia

## Descripción
Es una planta herbácea perenne que alcanza los 50 cm de altura. Sus hojas son compuestas bipinnadas y dentadas de 40 cm de longitud y 30 cm de ancho. Las flores de color blanco se producen en densos racimos de unos 10 cm de longitud. Su fruto es una drupa de 1 cm de diámetro de color blanco parecida al globo ocular por lo que se le da el nombre de "ojo de muñeca".

## Usos
Los frutos son altamente venenosos y toda la planta es considerada tóxica para los seres humanos. El pueblo First Nations daba esta bebida en forma de té hecho con las raíces de esta planta a los niños al nacer.

## Propiedades
Es usada tradicionalmente por los indígenas para combatir la mordedura de la serpiente de cascabel.

## Taxonomía
Actaea pachypoda, fue descrita  por Stephen Elliott y publicado en A Sketch of the Botany of South-Carolina and Georgia 2: 15, en el año 1824[1821].
Etimología
Ver: Actaea
pachypoda: epíteto latíno que significa "con pie de tallo grueso".
Sinonimia
- Actaea brachypetala var. coerulea DC.
- Actaea brachypetala var. microcarpa DC.
- Actaea pachypoda f. microcarpa (DC.) Fassett[4]